# Dyskografia Robbie’ego Williamsa
Dyskografia brytyjskiego piosenkarza Robbie’ego Williamsa obejmuje 12 albumów studyjnych, jeden koncertowy i jeden minialbum, dziewięć kompilacji oraz 65 singli, w tym sześć promocyjnych.

## Albumy studyjne
| Life Thru a Lens              | - Data: 29 września 1997 - Wydawca: Chrysalis, EMI                                   | 1 | 34 | 59 | 42 | 39 | 33 | –  | –  | 34 | - UK: 8x platynowa płyta |
| I’ve Been Expecting You       | - Data: 26 października 1998 - Wydawca: Chrysalis, EMI                               | 1 | 31 | 35 | 16 | 19 | 24 | 21 | 20 | —  | - UK: 10x platynowa płyta - FRA: 2x platynowa płyta                                                                                        |
| Sing When You’re Winning      | - Data: 28 sierpnia 2000 - Wydawca: Chrysalis, EMI                                   | 1 | 19 | 3  | 1  | 2  | 4  | 4  | 6  | 7  | - UK: 8x platynowa płyta - FRA: złota płyta - AUT: złota płyta - CAN: złota płyta                                                          |
| Swing When You’re Winning     | - Data: 19 listopada 2001 - Wydawca: Chrysalis, EMI                                  | 1 | 21 | 2  | 1  | 1  | 1  | 4  | 16 | 3  | - UK: 7x platynowa płyta - AUT: 4x platynowa płyta - FIN: złota płyta - FRA: złota płyta - CAN: złota płyta - POL: złota płyta             |
| Escapology                    | - Data: 18 listopada 2002 - Wydawca: Chrysalis, EMI                                  | 1 | 3  | 1  | 1  | 1  | 1  | 1  | 1  | 3  | - UK: 6x platynowa płyta - AUT: 4x platynowa płyta - FIN: platynowa płyta - FRA: platynowa płyta - POL: platynowa płyta - CAN: złota płyta |
| Intensive Care                | - Data: 1 listopada 2005 - Wydawca: Chrysalis, EMI                                   | 1 | 2  | 1  | 1  | 1  | 1  | 1  | 3  | 1  | - UK: 5x platynowa płyta - AUT: 3x platynowa płyta - FIN: platynowa płyta - FRA: platynowa płyta                                           |
| Rudebox                       | - Data: 23 października 2006 - Wydawca: Chrysalis, EMI                               | 1 | 3  | 2  | 1  | 1  | 1  | 2  | 1  | 1  | - UK: 2x platynowa płyta - AUT: 2x platynowa płyta - FIN: platynowa płyta                                                                  |
| Reality Killed the Video Star | - Data: 6 listopada 2009 - Wydawca: Virgin                                           | 2 | 2  | 1  | 1  | 1  | 1  | 2  | 3  | 1  | - UK: 3x platynowa płyta - AUT: platynowa płyta - FIN: złota płyta - POL: złota płyta                                                      |
| Take the Crown                | - Data: 5 listopada 2012 - Wydawca: Island, Universal                                | 1 | 9  | 1  | 1  | 1  | 1  | 7  | 13 | 4  | - UK: platynowa płyta - AUT: platynowa płyta                                                                                               |
| Swings Both Ways              | - Data: 18 listopada 2013 - Wydawca: Island, Universal                               | 1 | 38 | 2  | 1  | 1  | 1  | 5  | 18 | 2  | - AUT: 4x platynowa płyta - UK: 2x platynowa płyta - POL: złota płyta                                                                      |
| The Heavy Entertainment Show  | - Data: 4 listopada 2016 - Wydawca: Robert Williams, Farrell Music Limited, Columbia | 1 | 21 | 1  | 2  | 1  | 3  | 7  | 12 | 4  | |
| The Christmas Present         | - Data: 29 listopada 2019 - Wydawca: Sony Music                                      |   |    |    |    |    |    |    |    |    | |
| "—" album nie był notowany.   |                                                                                      |   |    |    |    |    |    |    |    |    | |

## Albumy koncertowe
| Live at Knebworth           | - Data: 7 października 2003 - Wydawca: Chrysalis, EMI | 2 | 12 | 3 | 1 | 2 | 1 | 7 | 10 | 3 | - UK: 2x platynowa płyta - AUT: platynowa płyta - FIN: złota płyta - FRA: złota płyta |
| "—" album nie był notowany. |                                                       |   |    |   |   |   |   |   |    |   |                                                                                       |

## Kompilacje
| The Ego Has Landed                                       | - Data: 13 maja 1999 - Wydawca: Chrysalis, EMI         | – | –   | – | – | – | – | 1  | –  | 20 | - CAN: platynowa płyta                                                                       |
| Greatest Hits                                            | - Data: 18 października 2004 - Wydawca: Chrysalis, EMI | 1 | –   | 1 | 1 | 1 | 1 | 1  | 3  | 1  | - UK: 7x platynowa płyta - AUT: 4x platynowa płyta - FIN: platynowa płyta - FRA: złota płyta |
| Songbook                                                 | - Data: 11 października 2009 - Wydawca: EMI            | – | –   | – | – | – | – | –  | –  | –  |                                                                                              |
| In and Out of Consciousness: The Greatest Hits 1990–2010 | - Data: 8 października 2010 - Wydawca: Virgin          | 1 | 155 | 3 | 1 | 4 | 1 | 17 | 16 | 3  | - UK: 2x platynowa płyta - AUT: złota płyta                                                  |
| The Definitive Collector's Edition                       | - Data: 6 grudnia 2010 - Wydawca: Virgin               | – | –   | – | – | – | – | –  | –  | –  |                                                                                              |
| Robbie Williams: Classic Album Selection                 | - Data: 25 listopada 2013 - Wydawca: Universal         | – | –   | – | – | – | – | –  | –  | –  |                                                                                              |
| Under the Radar Vol. 1                                   | - Data: 8 grudnia 2014 - Wydawca: wydanie własne       | – | –   | – | – | – | – | –  | –  | –  |                                                                                              |
| "—" album nie był notowany.                              |                                                        |   |     |   |   |   |   |    |    |    |                                                                                              |

## Albumy wideo
| Live in Your Living Room                             | - Data: 16 listopada 1998 - Wydawca: EMI    | –  | – | – | – | - UK: platynowa płyta    |
| Where Egos Dare                                      | - Data: 13 listopada 2000 - Wydawca: EMI    | –  | – | – | 7 | - UK: złota płyta        |
| Live at the Albert                                   | - Data: 3 grudnia 2001 - Wydawca: EMI       | –  | – | – | 1 | - UK: 7x platynowa płyta |
| Nobody Someday                                       | - Data: 8 lipca 2002 - Wydawca: EMI         | –  | – | – | 5 | - UK: złota płyta        |
| The Robbie Williams Show                             | - Data: 31 marca 2003 - Wydawca: EMI        | –  | – | – | 1 | - UK: platynowa płyta    |
| What We Did Last Summer: Live at Knebworth           | - Data: 24 listopada 2003 - Wydawca: EMI    | –  | 1 | 3 | 1 | - UK: 6x platynowa płyta |
| And Through It All: Robbie Williams Live 1997–2006   | - Data: 13 listopada 2006 - Wydawca: EMI    | –  | 1 | 1 | 1 | - UK: 3x platynowa płyta |
| In and Out of Consciousness: Greatest Hits 1990–2010 | - Data: 15 listopada 2010 - Wydawca: Virgin | –  | 1 | – | – |                          |
| The Classic Concerts Collection                      | - Data: 21 marca 2010 - Wydawca: Virgin     | 23 | – | – | – |                          |
| One Night at the Palladium                           | - Data: 9 października 2013 - Wydawca: BBC  | 1  | 1 | 1 | – | - UK: złota płyta        |
| "—" album nie był notowany.                          |                                             |    |   |   |   |                          |